# Kenmet (Dekan)
Kenmet (auch Kenmut) war ursprünglich die altägyptische Bezeichnung des zweiten Dekans vom insgesamt zehn Sterne umfassenden Drei-Dekan-Sternbildes des ersten Achet-Monats. Es bestand aus den Tierkreiszeichen Wasserschlange und Löwe.

## Kenmet in der ägyptischen Mythologie
In der prädynastischen Zeit erfolgte um den 19. bis 20. Juni der heliakische Aufgang des Gesamtsternbildes Kenmut mit dem Eintreffen der Nilschwemme im Nildelta. Die Ägypter nannten diesen Moment: Kenmut wird geboren. Nach dem Ende der Nilschwemme und der folgenden Aussaat im Monat Ka-her-ka begann am Himmel seine Regierungszeit als arbeitender Dekan des Kenmut. Kenmuts symbolischer Tod in den Monaten Chenti-chet und Ipet-hemet signalisierte das Ende der Erntesaison. Bis zur Wiedergeburt der nächsten Nilschwemme war Kenmut unsichtbar zum Schutz der Toten im Duat.

## Wechsel in der Dekanreihenfolge
Sesostris III. ordnete in seinem siebten Regierungsjahr die Reihenfolge der Dekane neu, da infolge der Präzession der Erde und der Eigenbewegung Kenmuts Geburt auf den 15. Juli gewandert war. Das vorher aus drei Dekaden bestehende Sternbild wurde auf nur noch sieben Sterne reduziert und auf zwei Dekaden verteilt.
Kenmut betrat mit seinem Tod den Duat nun erst am Ende des ägyptischen Jahres und hielt sich dort während der einsetzenden Nilschwemme auf. Die Funktion als Auslöser der Nilflut hatte zwischenzeitlich Sopdet übernommen.

## Erscheinungsformen
Die Schlange symbolisierte im Alten Ägypten das neu entstehende Leben und die Wiedergeburt. Kenmuts Darstellung als Geburtsdekan erfolgte daher in Form einer großen Schlange, die von drei kleineren Schlangen gekreuzt wurde. In der Funktion als Schöpfungsgottheit sowie als Fährmann in der Barke des Duat, begleitet er die Toten.
Mit Horus von Letopolis (nordwestlich von Memphis) verkörperte Kenmut als falkenköpfiger Mensch die Zeit der Aussaat. Später kam die weitere Identifikation mit Sachmet hinzu, da Kenmut mit seiner Geburt nach der Nilschwemme auch als Überbringer von gefährlichen Seuchen galt.